# Roi Et (provincie)
Roi Et (Thais alfabet: ร้อยเอ็ด) is een provincie in het noordoosten van Thailand in het gebied dat ook wel Isaan wordt genoemd. In december 2002 had de provincie 1.322.864 inwoners, waarmee het de 11e provincie qua bevolking in Thailand is. Met een oppervlakte van 8299,4 km² is het de 23e provincie qua omvang in Thailand. De provincie ligt op ongeveer 512 kilometer van Bangkok. Roi Et grenst aan Kalasin, Mukdahan, Yasothon, Sisaket, Surin en Maha Sarakham en ligt niet aan zee.
Letterlijk vertaald betekent de naam Roi Et 101. Deze naam refereert aan de oorspronkelijke 11 satellietsteden rond de stad en de 11 stadspoorten in de stadsmuur. Om het belang van de stad aan te duiden werd het nummer overdreven.

## Provinciale symbolen
|  | Het provinciale zegel toont de gebedsplaats voor de stadspilaar die staat op een eiland in een kuntsmatig meer, Pha lan chai. De geest van de gebedsplaats, Mahesak, wordt zeer vereerd door de lokale bevolking. De provinciale boom is de Lagerstroemia macrocarpa. |

## Klimaat
De gemiddelde jaartemperatuur is 33 graden. De temperatuur varieert van 11 graden tot 40 graden. Gemiddeld valt er 1830 mm regen per jaar.

## Geografie
Het grootste gedeelte van de provincie bestaat uit een vlakte die ongeveer 130 tot 160 meter boven zeeniveau ligt. De afwatering op deze vlakte wordt verzorgd door de Chi. In het noorden van de provincie liggen de Phu Pan bergen met de Yang als de belangrijkste afwatering. In het zuiden stroomt de Mun rivier die de grens vormt met de provincie Surin. In het gebied waar de Mun en Chi rivieren samenkomen is een grote vloedvlakte die zeer geschikt is voor de rijstbouw.

## Politiek

### Bestuurlijke indeling
De provincie is onderverdeeld in 17 districten (Amphoe) en 3 sub districten (King Amphoe). De districten zijn verder onderverdeeld in 193 gemeentes (Tambon) en 2311 dorpen.
| Amphoe \| 1. Mueang Roi Et 2. Kaset Wisai 3. Pathum Rat 4. Chaturaphak Phiman 5. Thawat Buri 6. Phanom Phrai 7. Phon Thong 8. Pho Chai 9. Nong Phok \| 10. Selaphum 11. Suwannaphum 12. Muang Suang 13. Phon Sai 14. At Samat 15. Moei Wadi 16. Si Somdet 17. Changhan \| | King Amphoe 18. Chiang Khwan 19. Nong Hi 20. Thung Khao Luang                                                   |  |
| 1. Mueang Roi Et 2. Kaset Wisai 3. Pathum Rat 4. Chaturaphak Phiman 5. Thawat Buri 6. Phanom Phrai 7. Phon Thong 8. Pho Chai 9. Nong Phok | 10. Selaphum 11. Suwannaphum 12. Muang Suang 13. Phon Sai 14. At Samat 15. Moei Wadi 16. Si Somdet 17. Changhan |  |

## Geschiedenis
Het gebied van de provincie was al bewoond voor de tijd van het Khmer-rijk. In de tijd van het Khmer-rijk was het gebied een belangrijk onderdeel zoals verscheidene ruïnes aantonen. Na de 12e eeuw werd het gebied een onderdeel van Lan Xang. De stad Roi Et werd door koning Taksin naar de huidige locatie verplaatst die toen Saket Nakhon heette.

## Bezienswaardigheid
- Grote Boeddha van Roi Et